# Schankverlust
Als Schankverlust bezeichnet man in der Gastronomie den Schwund beim gewerblichen Ausschank von Getränken, welcher den Gewinn des Gastronomiebetriebs mindert.
Gründe für den Schankverlust können unter anderem sein:
- Buchungsfehler oder vergessene Buchungen am Kassensystem
- Verschütten von Gläsern
- Flaschenbruch
- Überschank, insbesondere beim Ausschank von Spirituosen
  - unabsichtlich z. B. bei erhöhtem Stress
  - absichtlich zum Anlocken von Stammpublikum oder zur Steigerung des eigenen Trinkgelds
- zu starke Schaumbildung oder starkes Verspritzen beim Fassanstich
- Reinigungsverlust bei Zapfanlagen und sogenannter „Nachtwächter“ (Getränke vom Vortag in der Leitung einer Zapfanlage, werden weggeschüttet)
- Getränkediebstahl bzw. übermäßige Nutzung von Personalgetränken

Der Schankverlust lässt sich durch verschiedene Maßnahmen minimieren, jedoch nicht komplett verhindern. Buchungsfehler lassen sich durch das Aufsetzen technischer Schankkontrollen, die eine verpflichtende Kassenbuchung vor dem Ausschank erforderlich machen, vermeiden. Insbesondere bei Spirituosen kann eine verpflichtende Nutzung von Jiggern (Barmessbecher), Ausgießern oder Spirituosen-Pistolen mit Zentiliter-genauer Portionierung vorgeschrieben werden. 
Durch den Wechsel von offenen auf Flaschengetränke lässt sich der Schankverlust ebenfalls erheblich minimieren. Allerdings sind damit meist höhere Beschaffungskosten sowie ein erheblicher zeitlicher Mehraufwand beim Ausschank verbunden. 
Im Sinne des Verbraucherschutzes nicht zulässige Maßnahmen sind das absichtliche Unterschreiten des Füllstrichs (Schankbetrug) oder bei Cocktails und Longdrinks die übermäßige Steigerung des Eiswürfelanteils.
Die Höhe des Schankverlustes ist auch steuerrechtlich relevant. Das Finanzamt lässt pauschal Schankverluste zwischen 3 % und 5 % gelten. Bei exakten Prüfungen wurden jedoch vor allem bei Großraumdiskotheken in Einzelfällen Schankverluste durch unsorgfältiges Zapfen, Verschütten und Umstoßen der Gläser von über 10 % festgestellt. Sofern durch das Personal an Dritte nicht genehmigte Gratisgetränke ausgegeben werden, kann sich der Schankverlust jedoch auf 20 % bis 30 % erhöhen.